# منصف الحداوي
منصف الحداوي (21 أكتوبر 1964 - 15 أبريل 2024)، هو لاعب كرة قدم مغربي، لعب مع منتخب المغرب لكرة القدم. سبق له أن لعب في كأس العالم لكرة القدم مع منتخب بلاده، كان ضمن الجيل الذهبي الذي صنع للمغرب وإفريقيا والعرب ملحمة مكسيكو 1986، بالصعود لأول مرة للدور الثاني من نهائيات كأس العالم. كما لعب لأندية جمعية سلا والاتحاد البيضاوي في المغرب ونادي أكاديميكا في البرتغال.

## وفاته
توفي صباح يوم الإثنين 15 أبريل 2024، عن عمر يناهز 60 سنة، وذلك بعد صراع طويل مع المرض.

## روابط خارجية
- منصف الحداوي على موقع الاتحاد الدولي (مؤرشف)  (الإنجليزية)
- منصف الحداوي على موقع قاعدة بيانات كرة القدم.إي يو (الإنجليزية)
- منصف الحداوي على موقع Soccerway.com (الإنجليزية)
- منصف الحداوي على موقع عالم كرة القدم.نت (الإنجليزية)